# Louis-Félix-Prosper Berton des Balbes de Crillon
Louis Félix Prosper de Berton des Balbes de Crillon, comte de Crillon (Paris, 30 juillet 1784 - Paris, 4 mars 1869) est un homme politique et militaire français.

## Biographie
Issu de la Maison de Crillon, il est le fils de Félix de Berton des Balbes de Crillon, 4e duc de Crillon et de Marie Charlotte Carbon.

### Carrière militaire
Il entre dans l'armée en 1809, comme sous-lieutenant au 2e régiment de chasseurs à cheval. il fait les campagnes de 1810 et 1811 comme lieutenant au 7e régiment de chasseurs. En 1812, il est blessé à Polock (actuelle Biélorussie). Il est ensuite aide de camp du maréchal Oudinot et devient en février 1813, capitaine d'état-major. Il est blessé à la Bataille de Leipzig.
La première Restauration, en 1814, le fait sous-lieutenant des chevau-légers de la Maison du Roi, puis colonel du régiment des chasseurs de l'Oise et maréchal de camp.                             
En 1818, il est admis à la retraite avec le grade de général de brigade.

#### Vie politique
Il est admis à siéger à la Chambre des pairs en 1829, au siège de son beau-père, décédé. Il siège à la Chambre des pairs avec son frère aîné, Félix de Berton des Balbes de Crillon. 
Tous deux se rallient à Louis-Philippe en 1830 et continuent à siéger à la chambre des pairs jusqu'à la Révolution de 1848.
Il meurt en son hôtel de Crillon, ainsi que son épouse.

### Mariage et descendance

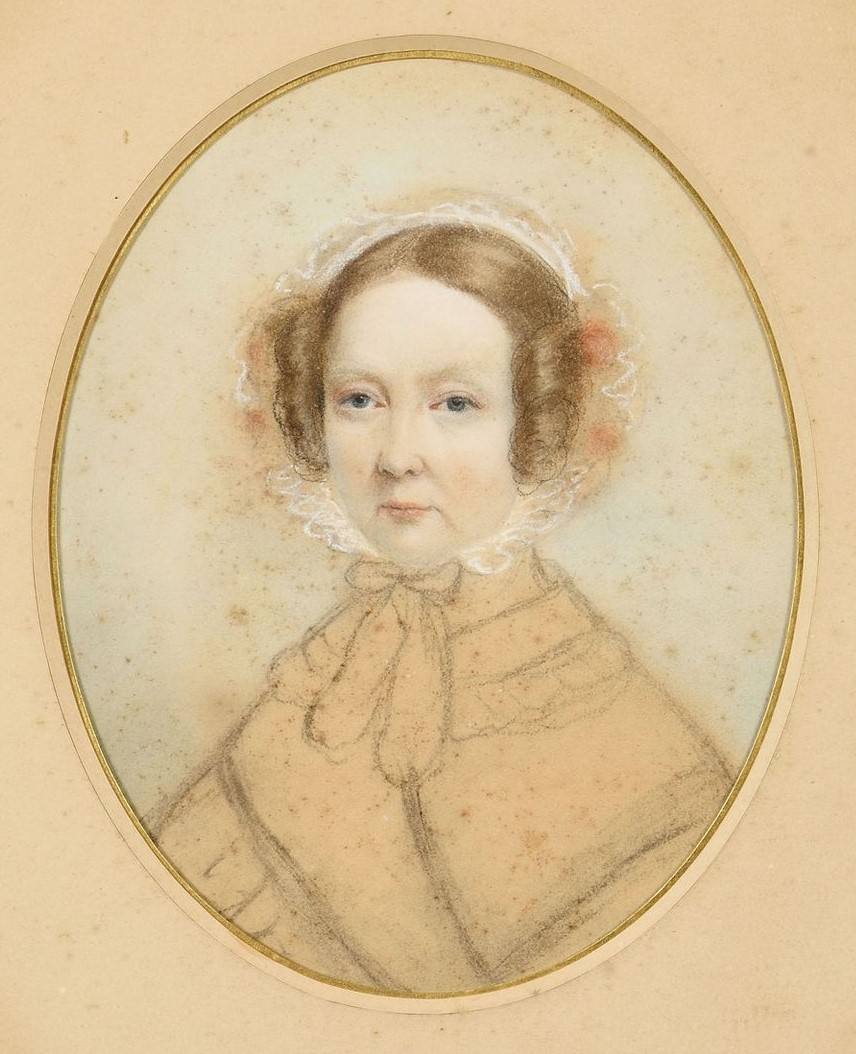
Portrait de Marie Louise Amélie de Berton des Balbes de Crillon (1823-1904), duchesse de Polignac

Il épouse, en février 1810, Caroline Louise d'Herbouville (Saint Jean du Cardonnay, 22 avril 1789 - Paris 8e, 2 juin 1863), fille de Charles d'Herbouville, 1er marquis d'Herbouville, pair de France, et de Marie Louise Victoire Le Bascle d'Argenteuil. Ils ont deux enfants : 
- Amélie Louise Léontine de Berton des Balbes de Crillon (19 septembre 1819 - 26 novembre 1867) épouse en premières noces Jules Antoine Aimé de Clermont-Tonnerre, comte de Clermont-Tonnerre (28 mars 1813 - 8 décembre 1849), sans descendance, puis épouse en secondes noces Alexandre Joseph Roger de Gontaut-Biron, comte de Gontaut-Biron (15 février 1815 - 26 novembre 1877), sans descendance ;
- Marie Louise Amélie de Berton des Balbes de Crillon (1823-1904) épouse Jules-Armand de Polignac, 4e duc de Polignac (12 août 1817 - 17 mars 1890), dont descendance[3].

## Distinctions

### Décorations françaises
- Commandeur de la Légion d'honneur[4].
  -  Officier de la Légion d'honneur
  -  Chevalier de la Légion d'honneur
- Chevalier de l'Ordre royal et militaire de Saint-Louis